# Villy-en-Auxois
Villy-en-Auxois este o comună în departamentul Côte-d'Or, Franța. În 2009 avea o populație de 245 de locuitori.

## Evoluția populației
| An        | 1975 | 1982 | 1990 | 1999 | 2006 | 2009 |
| --------- | ---- | ---- | ---- | ---- | ---- | ---- |
| Populație | 348  | 281  | 277  | 209  | 239  | 245  |